# Ferme éolienne de Fowler Ridge
La ferme éolienne de Fowler Ridge a été construite en deux phases. Une troisième est en projet. Le parc éolien est dans le comté de Benton, dans l'Indiana, près de la ville de Fowler, à environ 48 km au nord-ouest de Lafayette et à 140 km au nord-ouest d'Indianapolis. Fowler Ridge a une puissance nominale de 600 MW. Il est visible des deux côtés de l'interstate 65.

## Phase 1
La première phase du projet se compose de 222 éoliennes, 182 éoliennes Vestas V82 de 1,65 MW et 40 éoliennes Clipper C-96 de 2,5 MW,, avec une puissance nominale de 400 MW,,.

## Phase 2
La deuxième phase a consisté à rajouter 133 éoliennes GE de 1,5 MW soit une puissance nominale de 200 MW. La construction a commencé début 2009 et la phase deux est devenue opérationnelle au début de 2010.
Fowler Ridge n'est que la deuxième ferme éolienne dans l'Indiana, après la ferme éolienne de Goodland I (130,5 MW), également dans le Comté de Benton, qui a été connecté au réseau en 2008. Certaines éoliennes sont visibles de l'US-52, la route principale qui traverse le comté. Ils sont également visibles le long de US-41 dans la région de Boswell.